# قوة التفاوض
قوة التفاوض هو مفهوم مرتبط بالقدرة النسبية للأطراف في موقفٍ ما على التأثير على بعضهم البعض. فإن وقف الطرفان على قدم المساواة في أي نقاش؛ فهذا يعني أن قدرتهم على التفاوض متكافئة، كما يحدث تمامًا في السوق التنافسية، أو ما يحدث بين الاحتكار واحتكار الشراء الموحدة.
يوجد عدد من المجالات التي ثبُت من خلالها أن مفهوم قوة التفاوض يعد أمرًا ضروريًا في التحليل المتماسك والذي يتضمن: نظرية الألعاب، واقتصاديات العمل، وترتيبات التفاوض الجماعي والمفاوضات الدبلوماسية، وتسوية المنازعات، وسعر التأمين، وأية مفاوضات بشكلٍ عام.
ويتم التعبير عادةً عن القدرة على التفاوض على أنها النسبة بين قدرة أي طرف على التأثير في الطرف الآخر وبين تكاليف عدم الوصول إلى اتفاق مع هذا الطرف.
BPA(قوة التفاوض للطرف «أ») = (مقدار الفوائد والتكاليف التي من الممكن أن يحققها الطرف «ب»)/(التكلفة التي يتحملها الطرف «أ» جراء عدم الموافقة)
BPB(قوة التفاوض للطرف «ب») = (مقدار الفوائد والتكاليف التي من الممكن أن يحققها الطرف «أ»)/(التكلفة التي يتحملها الطرف «ب» جراء عدم الموافقة)
إذا كانت قوة التفاوض للطرف أ أكبر من قوة التفاوض للطرف ب، فهذا يعني أن الطرف «أ» يتمتع بقدرة أكبر على التفاوض مقارنةً بالطرف «ب»، كما سيكون الاتفاق الناتج لصالح الطرف «أ». ومن المتوقع أن يحدث العكس إن كانت قدرة الطرف «ب» على التفاوض أكبر من الطرف «أ».
ويوضح المثال التالي كيف يتفوق أحد الأطراف على الطرف الآخر في القدرة على التفاوض:

يتقدم ستيفاني بطلب للحصول على وظيفة في شركةٍ ما، ولا يوجد غير وظيفة واحدة متاحة ويتقدم لنفس الوظيفة مئة شخصٍ آخر. وحيث إن الشركة بذلك تمتلك العديد من الخيارات، فهي تتمتع بوضعٍ يُمكِّنها من تقديم عقد عمل نموذجي لـ توظيف ستيفاني براتبٍ لا يتعدى الحد الأدنى للأجور ولن تكون له فوائد سوى تعويضات العمال وإعانة البطالة كما يحق لصاحب العمل فسخ العقد في أي وقت طبقًا لمبدأ التوظيف حسب الحاجة.

ويتم استخدام هذه الصياغة وصياغاتٍ أخرى أكثر تعقيدًا وذات متغيرات أدق تحديدًا بهدف وصف سلوك الأطراف عند التفاوض وتحديد النقاط التي ستؤثر على سلوكياتهم وتدفعهم للموافقة على أحد الخيارات المطروحة. حتى في المواقف التي تبدو فيه الأطراف متساوية، قد تكون هناك عوامل ضمنية، تسعى النماذج الأكثر تعقيدًا للقدرة على التفاوض إلى تناولها.